# Carlos Ortiz (giocatore di calcio a 5)
Carlos Ortiz Jiménez (Madrid, 3 ottobre 1983) è un ex giocatore di calcio a 5 spagnolo, campione europeo con la Nazionale spagnola nel 2007, 2010, 2012 e 2016. Detiene inoltre il record di presenze (215) delle furie rosse.

## Carriera
Il 31 agosto 2021, in occasione di un'amichevole contro il Giappone, Ortiz disputa la sua duecentesima partita con la selezione spagnola, diventando il primo giocatore a tagliare questo traguardo. In occasione della semifinale del campionato europeo 2022, perso dalla Spagna per 2-3 contro il Portogallo, Ortiz diventa il primatista di presenze della fase finale del torneo continentale, superando il connazionale Amado fermo a 33 partite. Al termine della successiva finale per il terzo posto, vinta dalla Spagna per 4-1 contro l'Ucraina, il difensore annuncia il suo addio dalla nazionale. Il 16 maggio 2023 Ortiz annuncia il suo ritiro anche dalle competizioni di club al termine dei play-off.

## Palmarès

### Club

#### Competizioni nazionali
- Campionato spagnolo: 8
Inter: 2013-14, 2014-15, 2015-16, 2016-17, 2017-18, 2019-20
Barcellona: 2021-22, 2022-23
- Coppa di Spagna: 5
Inter: 2008-09, 2013-14, 2015-16, 2016-17
Barcellona: 2021-22
- Coppa del Re: 2
Inter: 2014-15
Barcellona: 2022-23
- Supercoppa di Spagna: 6
Inter: 2008, 2011, 2015, 2017, 2018
Barcellona: 2022

#### Competizioni internazionali
- Coppa UEFA: 3
Inter: 2008-09, 2016-17, 2017-18
- UEFA Champions League: 1
Barcellona: 2021-22
- Coppa Intercontinentale: 1
Inter: 2011

### Nazionale
- Campionato d'Europa: 4

Spagna: 2007, 2010, 2012, 2016

### Individuale
- Giocatore rivelazione LNFS (2006-07)